# 彭方复
彭方复（1911年—2001年），男，湖北阳新人，中华人民共和国军事人物，中国人民解放军少将，曾任军事医学科学院副院长。